# 銀瑞達集團
銀瑞達集團（瑞典語：Investor Aktiebolag，直譯投資者集團）為1916年成立的一家瑞典投資公司，自成立以來一直由瓦倫堡家族所控制，目前該家族透過其資產管理公司FAM AB實際掌控銀瑞達集團。

## 投資項目
截至2013年12月31日，銀瑞達集團持有以下公司的股份：

### 上市公司
- ABB，動力與控制技術（持股比例：8.4%，投票權：8.4%）
- 阿特拉斯·科普柯，工業用工具與設備（持股比例：16.8%，投票權：22.3%）
- 阿斯利康，製藥（持股比例：4.1%，投票權：4.1%）
- 伊萊克斯，家用電器（持股比例：15.5%，投票權：30.0%）
- 愛立信，通訊技術（持股比例：5.3%，投票權：21.5%）
- 胡斯瓦納，戶外動力工具、電鋸、割草機與割草機器人（持股比例：15.7%，投票權：30.8%）
- 納斯達克，股票與證券交易（持股比例：11.5%，投票權：11.5%）
- 薩博，航太與軍事科技（持股比例：30.0%，投票權：39.5%）
- 瑞典罕用生物製藥，生物製藥（持股比例：39.7%，投票權：39.8%）
- 瑞典北歐斯安銀行，銀行（持股比例：20.8%，投票權：20.8%）
- 瓦錫蘭，船舶動力系統（持股比例：16.8%，投票權：16.8%）[2]

### 派翠西亞工業
- 斯德哥爾摩大酒店

## 總裁
- 博爾吉·埃克霍爾姆，2005年－2015年。